# Lista așezărilor de tip rural din Estonia
În Estonia, așezarea de tip rural (în estonă alevik) este un tip de localitate cu caracter rural, instituită în perioada sovietică, care mai mare decât un sat mediu, dar mai mică decât o așezare de tip urban (alev) și dispune de careva unități social-economice, cum ar fi o gară sau o fabrică.
Din august 2012 în Estonia sunt 185 de așezări de tip rural. În același an s-a propus un proiect de lege de retragere a acestui statut pentru 24 de localități, sau chiar reducerea numărului lor până la 153.

## Lista așezărilor de tip rural din Estonia

### A
Adavere -
Aespa -
Ahja - 
Alatskivi -
Alu -
Ambla -
Aravete -
Ardu -
Are -
Aruküla -
Aseri -
Assaku -
Aste -
Audru -
Avinurme

### E
Eidapere -
Erra

### H
Haabneeme -
Habaja -
Hageri -
Hagudi -
Haljala -
Halliste -
Harku -
Helme -
Hulja -
Hummuli -
Häädemeeste

### I
Iisaku -
Ilmatsalu

### J
Juuru - 
Jõgeva -
Jüri

### K
Kadrina -
Kaerepere -
Kaiu -
Kamari -
Kambja -
Kanepi -
Kangru -
Karjaküla - 
Kasepää -
Keava -
Kehtna -
Keila-Joa - 
Kihelkonna -
Kiisa -
Kiiu -
Kiltsi -
Klooga -
Kobela -
Koeru -
Kolga - 
Kolga-Jaani -
Kolkja -
Kose -
Kose (Võru vald) -
Kose-Uuemõisa -
Kostivere - 
Kudjape - 
Kureküla -
Kuremaa -
Kuusalu -
Kuusiku -
Kõpu -
Kõrgessaare -
Kõrveküla -
Käina -
Käravete -
Kärla -
Käru -
Käärdi

### L
Laagri -
Laatre -
Laekvere -
Lagedi -
Laiuse -
Lehtse -
Leisi -
Lelle -
Lepna -
Lohusuu -
Loo -
Luige - 
Luunja -
Lähte -
Lüganuse

### M
Mehikoorma -
Misso -
Mooste -
Mustla -
Mäetaguse -
Märja

### N
Nasva -
Nõo -
Näpi

### O
Oisu -
Olgina -
Olustvere -
Orissaare

### P
Pajusti -
Palamuse -
Palivere -
Paralepa -
Parksepa -
Peetri (Harju maakond) -
Peetri (Järva maakond) -
Prillimäe -
Puhja -
Puka -
Puurmani

### R
Raasiku -
Rakke -
Ramsi -
Rannu -
Ravila -
Riisipere -
Risti -
Roela -
Roiu -
Roosna-Alliku -
Rummu -
Rõngu -
Rõuge

### S
Sadala -
Saku -
Salme -
Sangaste -
Sauga -
Siimusti -
Simuna -
Sinimäe -
Sonda -
Sõmerpalu -
Sõmeru -
Särevere -
Sääse

### T
Tabasalu - 
Tabivere -
Taebla -
Tammiku -
Tihemetsa -
Toila -
Tori -
Torma -
Tsirguliina -
Tudu -
Tudulinna -
Turba -
Tõravere -
Tõrvandi -
Tõstamaa

### U
Uhtna -
Ulila -
Uuemõisa

### V
Vahi - 
Vaida -
Valjala -
Vana-Antsla -
Varnja -
Varstu -
Vasalemma -
Vastse-Kuuste -
Vastseliina - 
Veriora -
Viimsi -
Viiratsi -
Vinni -
Virtsu -
Viru-Jaagupi -
Viru-Nigula - 
Voka -
Võiste -
Võnnu -
Võsu -
Võõpsu -
Väike-Maarja -
Väimela -
Värska -
Väätsa

### Õ
Õisu -
Õru

### Ä
Äksi - Ämari

### Ü
Ülenurme